# Machilus pubescens
Machilus pubescens är en lagerväxtart som beskrevs av Carl Ludwig von Blume. Machilus pubescens ingår i släktet Machilus och familjen lagerväxter. Inga underarter finns listade i Catalogue of Life.